# Saint-Saturnin-du-Limet

Saint-Saturnin-du-Limet este o comună în departamentul Mayenne, Franța. În 2009 avea o populație de 515 de locuitori.